# Colobothea regularis
Colobothea regularis es una especie de escarabajo longicornio del género Colobothea, categorizada en la tribu Colobotheini, de la subfamilia Lamiinae. Fue descrita por Bates en 1881.

## Descripción
Mide 11-15,9 mm de longitud.

## Distribución
Se distribuye por México.